# Glucobrassicine
La glucobrassicine est une sorte de glucosinolate trouvée dans quasiment toutes les plantes crucifères, telles que les choux (brocoli), la moutarde, le cresson, et le pastel des teinturiers. Comme pour les autres glucosinolates, sa dégradation par l’enzyme myrosinase produit un isothiocyanate, l’indol-3-ylméthylisothiocyanate. Cependant cet isothiocyanate spécifique est réputé très instable, et n’a en pratique jamais été détecté. Les produits d’hydrolyse observés sont l’indole-3-carbinol et l’ion thiocyanate (plus du glucose, du sulfate et du proton), interprétés comme issus d’une rapide réaction de l’isothiocyanate instable avec de l’eau. Cependant la plupart des autres produits de la réaction sont connus, et l’indole-3-carbinol n’est pas le majoritaire dans les situations de tissu végétal broyé ou dans des plantes intactes,.
La glucobrassicine est aussi un stimulant très actif pour la ponte des papillons blancs du chou, comme le petit blanc (Pieris rapae) et le grand blanc (Pieris brassicae). 
Plusieurs dérivés de la glucobrassicine sont connus. Le composé d’origine a été isolé à partir de plantes Brassicacées, d’où le nom. Quand un second produit, semblable au premier fut découvert, il fut nommé néoglucobrassicine. Avec les découvertes des dérivés suivants, une nomenclature plus systématique fut utilisée. Actuellement, on connaît dans les plantes les six dérivés suivants :
- 1-méthoxyglucobrassicine (néoglucobrassicine) ;
- 4-hydroxyglucobrassicine ;
- 4-méthoxyglucobrassicine ;
- 1,4-diméthoxyglucobrassicine ;
- 1-sulfoglucobrassicine ;
- 6'-isoféruloylglucobrassicine.

Les trois premiers sont aussi fréquents que la glucobrassicine elle-même. Les trois suivants semblent rares dans la nature. La 4-méthoxyglucobrassicine a aussi un rôle de signal dans la défense contre les bactéries et les champignons,.